# WHITESHIFT 白人がマイノリティになる日
『WHITESHIFT 白人がマイノリティになる日』（ホワイトシフト はくじんがマイノリティになるひ、Whiteshift: Populism, Immigration and the Future of White Majorities）は、ロンドン大学バークベック・カレッジ教授のエリック・カウフマンによる2018年のノンフィクション書籍である。『エコノミスト』誌から「民俗的人口動態の変化に関する記念碑的な研究」と評された本書は、欧州と北米の政治を取り上げ、ポピュリスト右派の政治的見解を検証している。カウフマンは、アメリカ合衆国におけるドナルド・トランプや欧州におけるポピュリスト右派の台頭は、「経済不安」ではなく、大規模な人口動態の変化に対する反応であると主張している。

## 評価
発売と同時に『タイムズ』紙は本書を「今週の一冊」に選んだが、デヴィッド・アーロノヴィッチによる懐疑的な書評が掲載され、彼は「大きな物議を醸す主題についての大きな物議を醸す一冊」と述べた。『パブリッシャーズ・ウィークリー』誌は、「大きな話題を呼ぶだろう」と評し、また『フィナンシャル・タイムズ』紙は、政治ジャンルにおける「2018年の良書」の1冊として挙げた。『ザ・ニューヨーカー』誌は、カウフマンと本書がホワイト・アイデンティティ・ポリティクスを擁護していると評した。ダニエル・トリリングは『ロンドン・レビュー・オブ・ブックス』で本書を批評し、カウフマンの視点は「大雑把すぎるし、狭量すぎる」と述べた。
ケナン・マリクは、「『WHITESHIFT』は、データとグラフを詰め込んだ重厚な作品である。しかし、主に人口統計学的な観点から世界を観測することの問題点は、事実や数字がそろっていても、社会的文脈が見えなくなりがちであるということである」と評した。
『エスニシティズ』誌における本書のレビュー・シンポジウムにおいて政治学者のロバート・フォードは、「ここには賞賛すべき点が多い。カウフマンは方法論的には普遍的であり、進化するホワイト・アイデンティティ・ポリティクスを検証し、吟味するために様々なリソースを活用している」と評した。しかしながら彼はまた、「カウフマンの白人民族政治に関するマニッシュな説明には、いくらかのおかしな省略や誤解が含まれている」と指摘し、さらに「民族文化的白人、コスモポリタン的白人、民族的少数派の競合する主張に関するカウフマンの議論には、バランスの欠如が繰り返し見られる」と述べた。社会学者のジョン・ホルムウッドは、「入植者による植民地主義、あるいは先住民族の立場、アフリカ系アメリカ人の奴隷化、米国のジム・クロウ法による人種隔離」についての議論がまったくないことは、「ホワイト・アイデンティティの象徴の復活を目的とした本書の中で、重大な、事実上の致命的な怠慢」であると論じた。ホルムウッドはさらに、「この本は619ページという大作であるが、編集が下手であり、繰り返しが多く、私が指摘したように不完全でもある」と評した。

## 日本語版
- エリック・カウフマン（英語版） 著、臼井美子 訳『WHITESHIFT 白人がマイノリティになる日』亜紀書房、2023年6月20日。ISBN 978-4750517964。